# 8630 Billprady
8630 Billprady eller 1981 EY35 är en asteroid i huvudbältet som upptäcktes den 2 mars 1981 av den amerikanska astronomen Schelte J. Bus vid Siding Spring-observatoriet. Den är uppkallad efter den amerikanske manusförfattaren och producenten, Bill Prady.
Asteroiden har en diameter på ungefär 4 kilometer.